# 抗壓強度

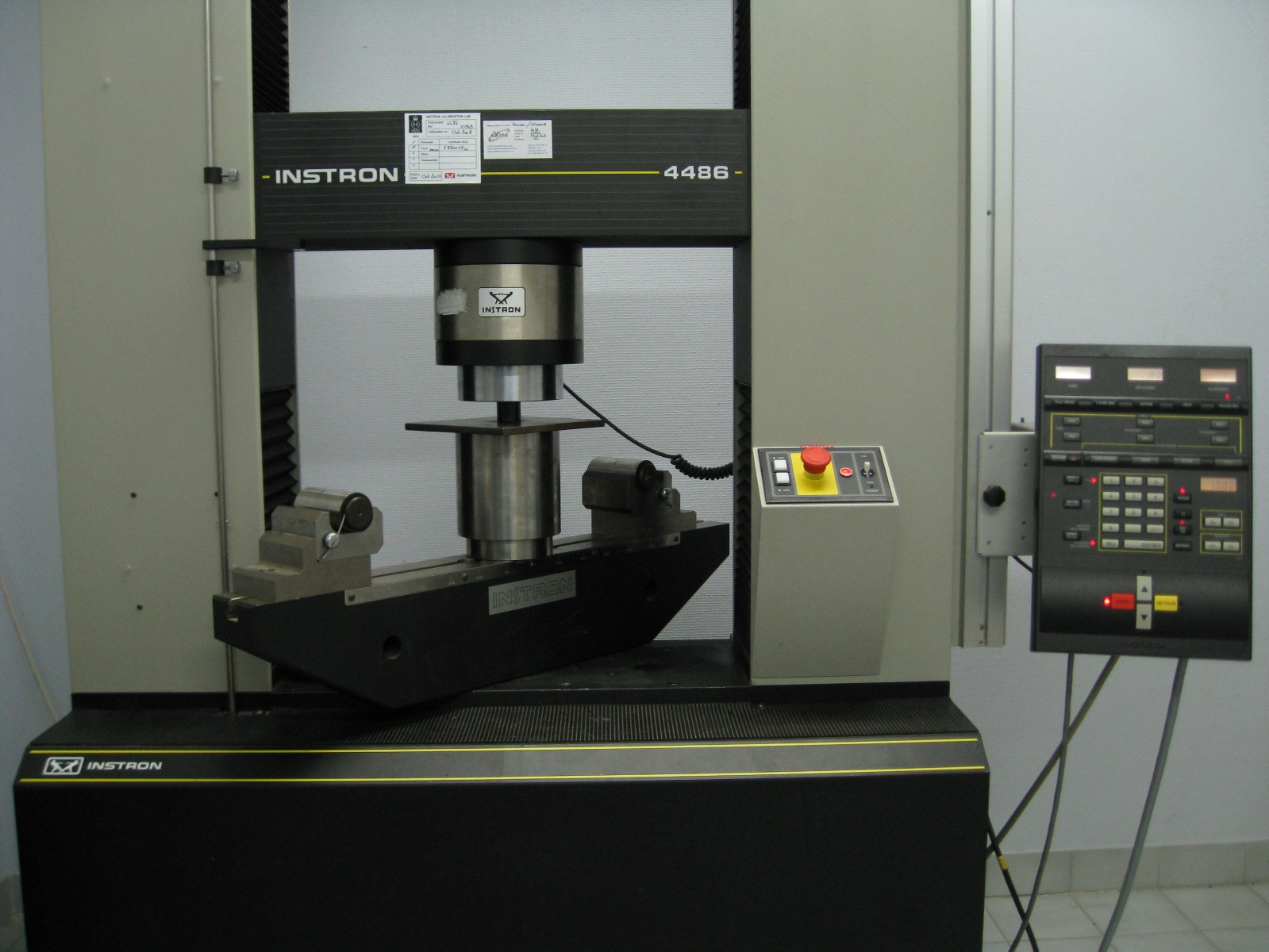
以萬能材料試驗機測量抗壓強度

抗壓強度（英語：Compressive strength）為指定材料抵抗以同一軸線施加壓力的能力，當壓力超越抗壓強度時，材料會出現脆斷、塑性變形等不可逆的形變。混凝土的抗壓強度可以超過50MPa（百萬帕斯卡），但塑膠容器的抗壓強度可以低於250N。
它與抗拉強度、剪切强度等都是評核材料強度的標準，對結構的設計很有幫助。材料的抗壓強度並不一定與其抗拉強度等相若。陶瓷、混凝土的抗壓強度高於抗拉強度；而複合材料的抗拉強度則傾向高於抗壓強度。金屬的抗壓及抗拉強度較難比較，其在受壓時可能會屈曲、碎裂或被剪切，在拉扯時會持續變幼或在其弱點斷裂。
材料的抗壓強度可以用萬能材料試驗機測量，這種機器小至可放於桌上、大至可產生53MN（百萬牛頓）的力量。測量抗壓強度有一定的方法和條件規限，並以既定的標準記錄。

## 簡介

壓力（下）和拉力（上）

當物質受到同一軸線的力而令物質在該軸線上的長度增加，該物為受到拉力，它內裏原子與原子間的距離增加；當物質受到同一軸線的力而令物質在該軸線上的長度減少，該物為受到壓力，它內裏原子與原子間的距離減少。拉力亦使本身屈曲的材料伸直，壓力使材料加大其屈曲的程度。此外，物質會自然產生抗拒形變的力，這是由於固體中的原子有保持距離一致的傾向。
形變（Strain）是材料的長度因應外力的改變：正形變在材料受拉力而增加，負形變在材料受壓力而增加。
在抗壓強度測試中，機器會穩定增加壓力。當材料完全崩壞，機器此時所施與的壓力則與抗壓強度相若。通常崩壞時部分的材料會從側面擴展或碎開。
參考右方的應力形變圖，紅點為該材料的抗壓強度。左下方呈直線，顯示材料在較低應力下遵守胡克定律，形變與應力成簡單比例：{\displaystyle \sigma =E\epsilon }。當中E為楊氏模數。在這情況下材料的形變是彈性的，當應力消失，物件會傾向回復原狀。當應力足夠大，開始打破胡克定律，這程度的力為材料的降伏强度。其後應力和形變的關係呈曲線，這形變是塑性的，應力消失後也無法回復原狀。

## 應用
材料、組件及結構的抗壓強度都有測量的需要。

應力形變圖

Barrelling

在工程項目中，工程應力更常被用到。它在現實中與真應力不同。以簡單方程計算的壓力與實際情況會有所出入。在基本的計算，同軸的壓力為：
{\displaystyle \sigma ={\frac {F}{A}}}
F為壓力，而A為於材料受壓力面的面積。然而，當材料受壓時，其截面積會因而增加。因此工程應力的定義為壓力除以材料的初始面積：
{\displaystyle \sigma _{e}={\frac {F}{A_{0}}}}
其工程應變的定義則為：
{\displaystyle \epsilon _{e}={\frac {l-l_{0}}{l_{0}}}}
當中l為目前長度，l0為初始長度。抗壓強度則對應工程應力形變圖的點{\displaystyle (\epsilon _{e}^{*},\sigma _{e}^{*})}，算式為：
{\displaystyle \sigma _{e}^{*}={\frac {F^{*}}{A_{0}}}}
{\displaystyle \epsilon _{e}^{*}={\frac {l^{*}-l_{0}}{l_{0}}}}
當中F*為崩壞前的壓力，l*為崩壞前的長度。
此外由於測試時材料的兩端均受壓力，因此其截面積增加時會與機器的表面產生摩擦力，這種摩擦力會消耗一些能量。另外由於摩擦力材料的截面積會變得不平均：其中央會比兩端更大，一種被稱為Barrelling的現象。這些是實驗誤差的可能成因。

## 混凝土的抗壓強度
在土木工程中，混凝土的抗壓強度是一個主要的工程指標。混凝土分級的标准做法也是根据其抗压强度来分类。其分級以該混凝土的标准立方体试件或标准圓柱试件作抗壓測試，而測試方法根据不同國家的規定有所不同。以印度為例，混凝土的标准抗壓強度以标准养护条件下第28天的立方体试件（长宽高均为150毫米的正方體）作標準，其典型強度可預計不多於5%的測試結果與之不相符。而設計上其抗壓強度會再除以一個安全系數以作保險，其程度視乎設計的需要。

## 例子
| 材料     | Rs [MPa] |
| 陶瓷     | 500      |
| 骨骼     | 150      |
| 混凝土   | 20-80    |
| 冰 (0°C) | 3        |
| 保麗龍   | ~1       |

## 另見
- 強度
- 應力
- 紙箱堆碼試驗